# Stonehouse Bay
Die Stonehouse Bay ist eine 8 km breite Bucht an der Ostküste der westantarktischen Adelaide-Insel. Sie liegt zwischen dem Cabo Curuzú Cuatiá südöstlich des Hunt Peak im Norden und der Landspitze mit dem Sighing Peak im Süden.
Entdeckt und erstmals vermessen wurde sie 1909 bei der Fünften Französischen Antarktisexpedition unter der Leitung des Polarforschers Jean-Baptiste Charcot. Namensgeber ist der britische Polarwissenschaftler Bernard Stonehouse (1926–2014), der für den Falkland Islands Dependencies Survey 1947 und 1948 als Meteorologe sowie 1949 als Biologe auf der Station auf der Stonington-Insel tätig war und 1948 eine Schlittenmannschaft zur Vermessung der Bucht anführte.